# Râle brunoir
Laterallus melanophaius
Espèce
Statut de conservation UICN

 LC  : Préoccupation mineure
Le Râle brunoir (Laterallus melanophaius) est une espèce d'oiseaux d'Amérique du Sud appartenant à la famille des Rallidae.

## Répartition
Cette espèce vit en Argentine, en Bolivie, au Brésil, en Colombie, en Équateur, au Guyana, au Paraguay, au Pérou, au Suriname, en Uruguay et au Venezuela.

Carte de répartition (2016).